# Бару Мик (Хунедоара)
Бару Мик (рум. Baru Mic) насеље је у Румунији у округу Хунедоара. Oпштина се налази на надморској висини од 525 m.

## Становништво
Према подацима из 2011. године у насељу је живело 3014 становника.